# Ångpannecentralen, Beckers färgfabrik
Ångpannecentralen är en byggnad i kvarteret Lövholmen i Liljeholmen, södra Stockholm som uppfördes 1945 efter ritningar av arkitekterna Nils Tesch och Lars Magnus Giertz för AB Wilh. Beckers färgfabrik. Byggnaden är grönmärkt av Stadsmuseet i Stockholm vilket innebär ”att den representerar ett högt kulturhistoriskt värde och är särskilt värdefull från historisk, kulturhistorisk, miljömässig eller konstnärlig synpunkt”. Fastighetsägaren, Skanska, har för avsikt att riva byggnaden och uppföra bostäder istället som en del i ett större nybyggnadsprojekt på Lövholmen.

## Historik

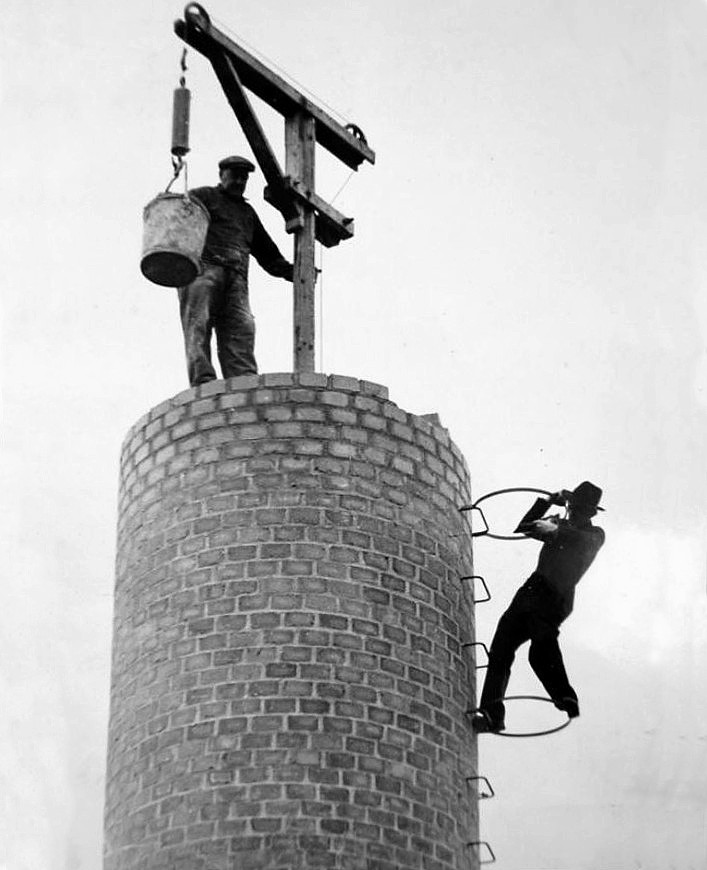
Se:s fotograf tar en bild på murarbasen i arbete.

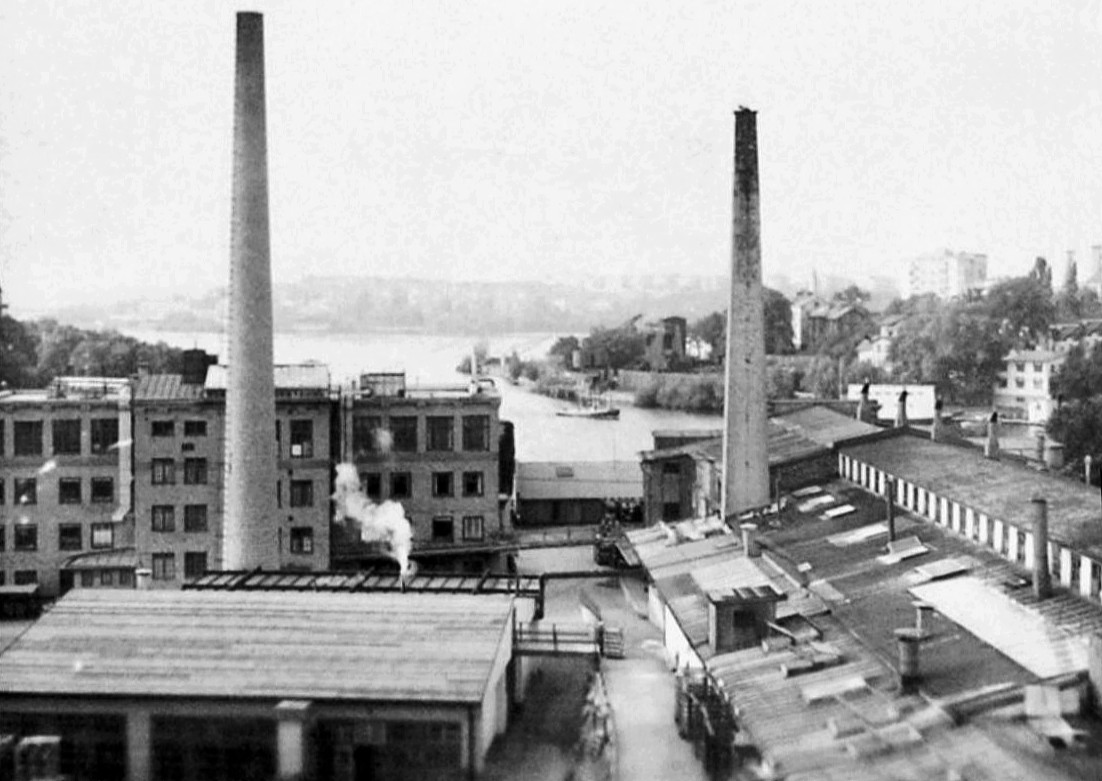
Ångpannecentralen 1951, till höger syns Palmcrantzska fabriken.

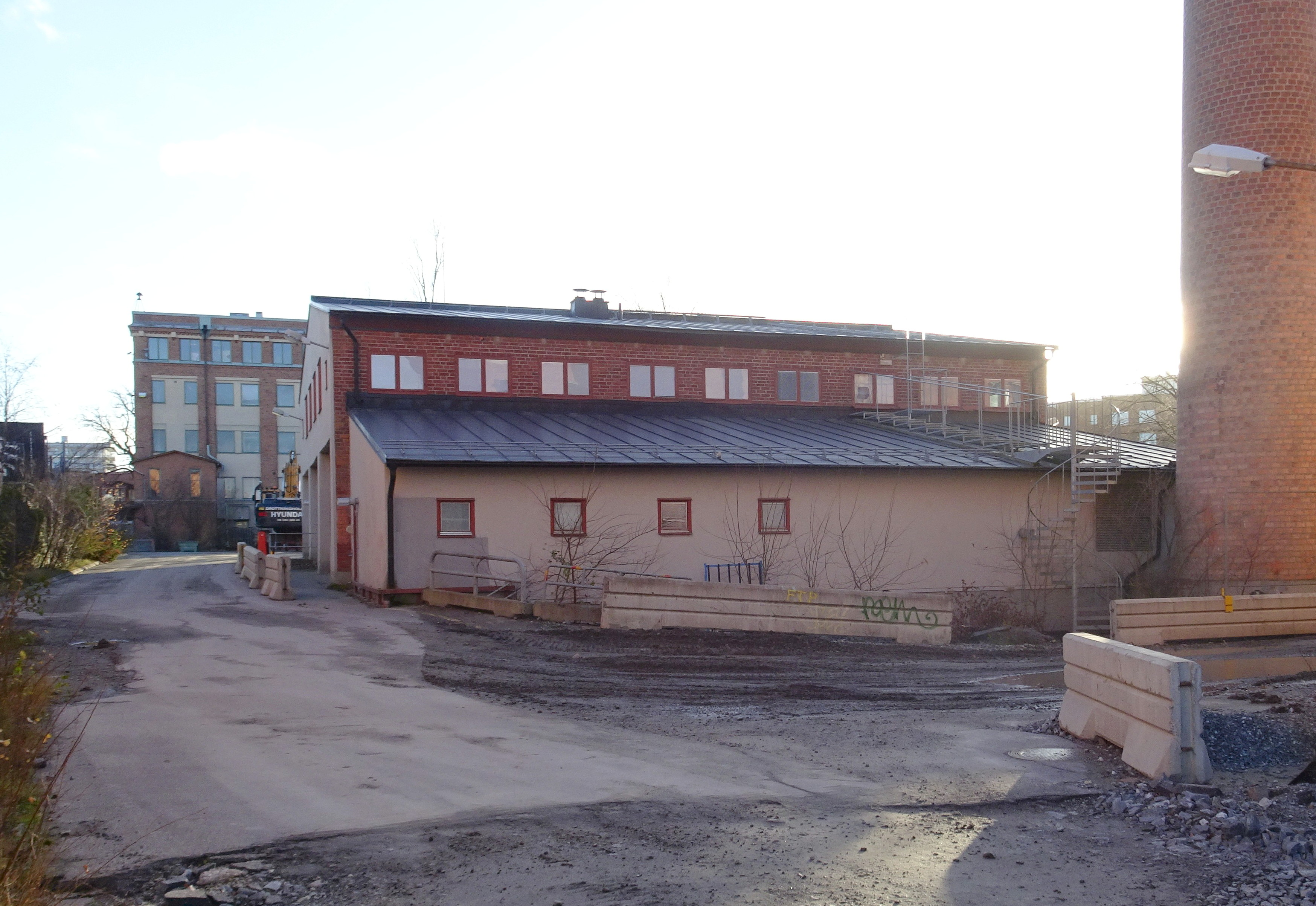
Byggnaden från norr, november 2020.

Bygget av en ny värmekraftcentral för Beckers färgfabrik planerades samtidigt med Nitrolackfabriken som uppfördes 1944. Även nu anlitades samma konsulter och entreprenörer som stod bakom Nitrolackfabriken, nämligen Giertz & Tesch arkitektkontor, Stig Ödeens ingenjörsbyrå och Hamnbyggnadsbyrån. Anledningen var att Nitrolackfabriken förbrukade stora mängder värmeenergi och värmeförsörjningen i fabriksområdets övriga byggnader var bristfällig. 
Den nya värmecentralen placerades direkt söder om Nitrolackfabriken. Mot öster låg en äldre måleriverkstad som hörde till Palmcrantzska fabriken. Verkstaden revs och berget sprängdes bort för att få plats med det nya huset. Panncentralen uppfördes som en envåningsbyggnad med fasader helt i handslaget tegel som putsades. På norra långsidan fanns en lägre, något indragen utbyggnad med stora glasytor som gav huset karaktär. 
Mot norr och Nitrolackfabriken uppfördes panncentralens 40 meter höga skorsten. Den består av 14 000 radialtegel, ett speciellt skorstenstegel som ger den cylindriska formen. Basdiameter är 3,5 meter, och diametern vid toppen är 1,5 meter. Det tog fem veckor att mura upp hela skorstenen. Bildmagasinet Se hade ett reportage från murningen och på ett samtida fotografi syns Se:s fotograf som våghalsig balanserar på skorstensstegen för att ta en bild på murarbasen i arbete. Skorstenen renoverades på 1990-talet med stöd från Länsstyrelsen.
Hjärtat i Beckers nya panncentral var själva ångpannan som var så dimensionerad att den kunde leverera stora mängder värme till hela fabriksområdet. Till en början eldades ångpannan med koks, men på tidigt 1950-tal konverterades den till oljedrift och oljetankar installerades. 1952 påbyggdes huset med en våning där man inredde lagerlokaler. I samband med påbyggnaden avlägsnades fasadens puts på långsidorna, på gavelsidorna fick den vara kvar. 1958 revs ångpannan ut och ersattes av en automatisk varmvattenpanna. På 1990-talet ombyggdes delar av huset till kontor och en filial för Beckers Nya Hembutikerna (BNH).

## Husets vidare öden
År 2006 såldes Nitrolackfabriken tillsammans med de flesta övriga byggnader på Beckers fabriksområde av dåvarande ägaren, Tikkurila Oyj, till Skanska Nya Hem. 2008 flyttade Alcro-Beckers sin färgproduktion från Lövholmen till Nykvarn. I maj samma år övertog Skanska hela industrianläggningen, exklusive Palmcrantzska fabriken (nuvarande konsthallen Färgfabriken) som ägs av Lindéngruppen. Skanska ansökte 2015 om rivning av panncentralen men fick avslag. Frågan om rivning av kulturhistoriskt intressanta byggnader på Beckers gamla anläggning skulle utredas mera.
För närvarande (2020) pågår planarbete med en ny detaljplan (Dn 2017-13571) för Lövholmen som skall reglera uppförande av nya bostäder, skola, förskolor, parker och kontor samt bevarade av kulturhistoriskt värdefull miljö. Rivningar i planområdet inleddes 2020 av Skanska med Spredfabriken och Nya färgfabriken. Projektet ”Nya Lövholmen” beräknas ta cirka 10 till 15 år att genomföra.

## Se även

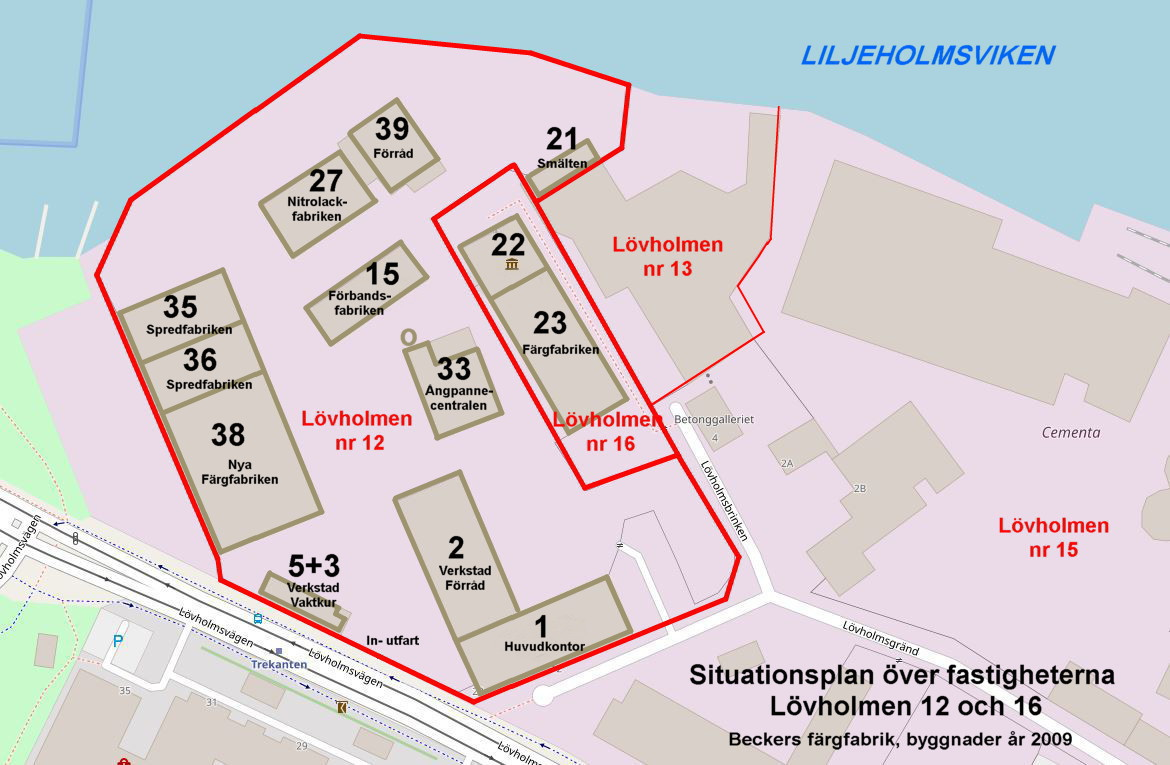
Orienteringsplan med bebyggelsen 2009.